# Vinsobres
Pour le vin, voir vinsobres (AOC).
Vinsobres est une commune française située dans le département de la Drôme, en région Auvergne-Rhône-Alpes.

## Géographie

### Localisation
La commune de Vinsobres est située à 9 km au sud-ouest de Nyons, à 14 km au nord-est de Tulette, à 12 km au sud-est de Valréas (Vaucluse) et à 15 km au nord de Vaison-la-Romaine (Vaucluse). La commune est située entre le territoire vauclusien du canton de Valréas (enclave des papes) et le territoire principal du département de Vaucluse.

### Relief et géologie
Le relief de la commune se compose de deux parties : le village, situé sur une colline, est ouvert au sud sur la plaine de l'Eygues ; le nord de la commune est plus vallonné sur les contreforts du massif des Baronnies.
Sites particuliers :
- Chevalets (447 m) ;
- Combe Saint-Marcelin ;
- Gareu (394 m) ;
- Serre Besson ;
- Serre de Vialle (492 m).

### Hydrographie
La commune est arrosée par les cours d'eau suivants : 
- Canal du Moulin de Saint-Maurice ;
- le Coriançon[2] ;
- le Rieu ;
- l'Hérein ;
- l'Eygues, cours d'eau principal ;
- Ravin de la Font du Loup ;
- Ravin du Combau ;
- Ravin du Ruinas ;
- Ruisseau de Combe de Mège ;
- Ruisseau de la Combe Saint-Marcellin ;
- Ruisseau de la Moye[3].

### Climat
Pour des articles plus généraux, voir Climat d'Auvergne-Rhône-Alpes et Climat de la Drôme.
En 2010, le climat de la commune est de type climat méditerranéen altéré, selon une étude du Centre national de la recherche scientifique s'appuyant sur une série de données couvrant la période 1971-2000. En 2020, Météo-France publie une typologie des climats de la France métropolitaine dans laquelle la commune est dans une zone de transition entre le climat de montagne et le climat méditerranéen et est dans la région climatique  Provence, Languedoc-Roussillon, caractérisée par une pluviométrie faible en été, un très bon ensoleillement (2 600 h/an), un été chaud (21,5 °C), un air très sec en été, sec en toutes saisons, des vents forts (fréquence de 40 à 50 % de vents > 5 m/s) et peu de brouillards. 
Pour la période 1971-2000, la température annuelle moyenne est de 13,1 °C, avec une amplitude thermique annuelle de 17,3 °C. Le cumul annuel moyen de précipitations est de 783 mm, avec 6,7 jours de précipitations en janvier et 3,5 jours en juillet. Pour la période 1991-2020, la température moyenne annuelle observée sur la station météorologique installée sur la commune est de 14,2 °C et le cumul annuel moyen de précipitations est de 788,5 mm,. Pour l'avenir, les paramètres climatiques de la commune estimés pour 2050 selon différents scénarios d'émission de gaz à effet de serre sont consultables sur un site dédié publié par Météo-France en novembre 2022.
| Mois                                  | jan.          | fév.           | mars            | avril           | mai           | juin          | jui.           | août          | sep.           | oct.          | nov.          | déc.            | année      |
| ------------------------------------- | ------------- | -------------- | --------------- | --------------- | ------------- | ------------- | -------------- | ------------- | -------------- | ------------- | ------------- | --------------- | ---------- |
| Température minimale moyenne (°C)     | 2,5           | 2,3            | 5,1             | 7,7             | 11,3          | 14,9          | 17,3           | 17,2          | 13,6           | 10,4          | 6,1           | 3,3             | 9,3        |
| Température moyenne (°C)              | 6,2           | 6,6            | 10              | 12,8            | 16,8          | 20,9          | 23,7           | 23,4          | 19             | 14,9          | 9,8           | 6,8             | 14,2       |
| Température maximale moyenne (°C)     | 9,9           | 10,9           | 15              | 18              | 22,3          | 26,9          | 30             | 29,7          | 24,4           | 19,4          | 13,6          | 10,3            | 19,2       |
| Record de froid (°C) date du record   | −6,6 11.01.10 | −10,6 07.02.12 | −7,6 02.03.05   | −1,6 14.04.1998 | 2,7 05.05.19  | 7,1 01.06.06  | 9,7 11.07.1993 | 10,2 22.08.07 | 4,6 29.09.1993 | −1,6 28.10.12 | −5 23.11.1998 | −8,2 30.12.1996 | −10,6 2012 |
| Record de chaleur (°C) date du record | 21,5 20.01.07 | 23 23.02.20    | 26,8 18.03.1997 | 30 24.04.07     | 34,2 21.05.22 | 41,8 28.06.19 | 40 18.07.22    | 43 23.08.23   | 35,7 04.09.23  | 31,9 08.10.23 | 23 14.11.23   | 20,1 31.12.21   | 43 2023    |
| Précipitations (mm)                   | 61,5          | 42,1           | 50,7            | 71,9            | 64,6          | 43,5          | 37,6           | 51,3          | 102,6          | 102,1         | 106,4         | 54,2            | 788,5      |

## Urbanisme

### Typologie
Au 1er janvier 2024, Vinsobres est catégorisée bourg rural, selon la nouvelle grille communale de densité à 7 niveaux définie par l'Insee en 2022.
Elle est située hors unité urbaine. Par ailleurs la commune fait partie de l'aire d'attraction de Nyons, dont elle est une commune de la couronne,. Cette aire, qui regroupe 17 communes, est catégorisée dans les aires de moins de 50 000 habitants,.

### Occupation des sols
L'occupation des sols de la commune, telle qu'elle ressort de la base de données européenne d’occupation biophysique des sols Corine Land Cover (CLC), est marquée par l'importance des territoires agricoles (79,4 % en 2018), en diminution par rapport à 1990 (80,4 %). La répartition détaillée en 2018 est la suivante : cultures permanentes (75,1 %), forêts (17,5 %), zones agricoles hétérogènes (4,3 %), espaces ouverts, sans ou avec peu de végétation (1,7 %), zones urbanisées (1,4 %). L'évolution de l’occupation des sols de la commune et de ses infrastructures peut être observée sur les différentes représentations cartographiques du territoire : la carte de Cassini (XVIIIe siècle), la carte d'état-major (1820-1866) et les cartes ou photos aériennes de l'IGN pour la période actuelle (1950 à aujourd'hui).

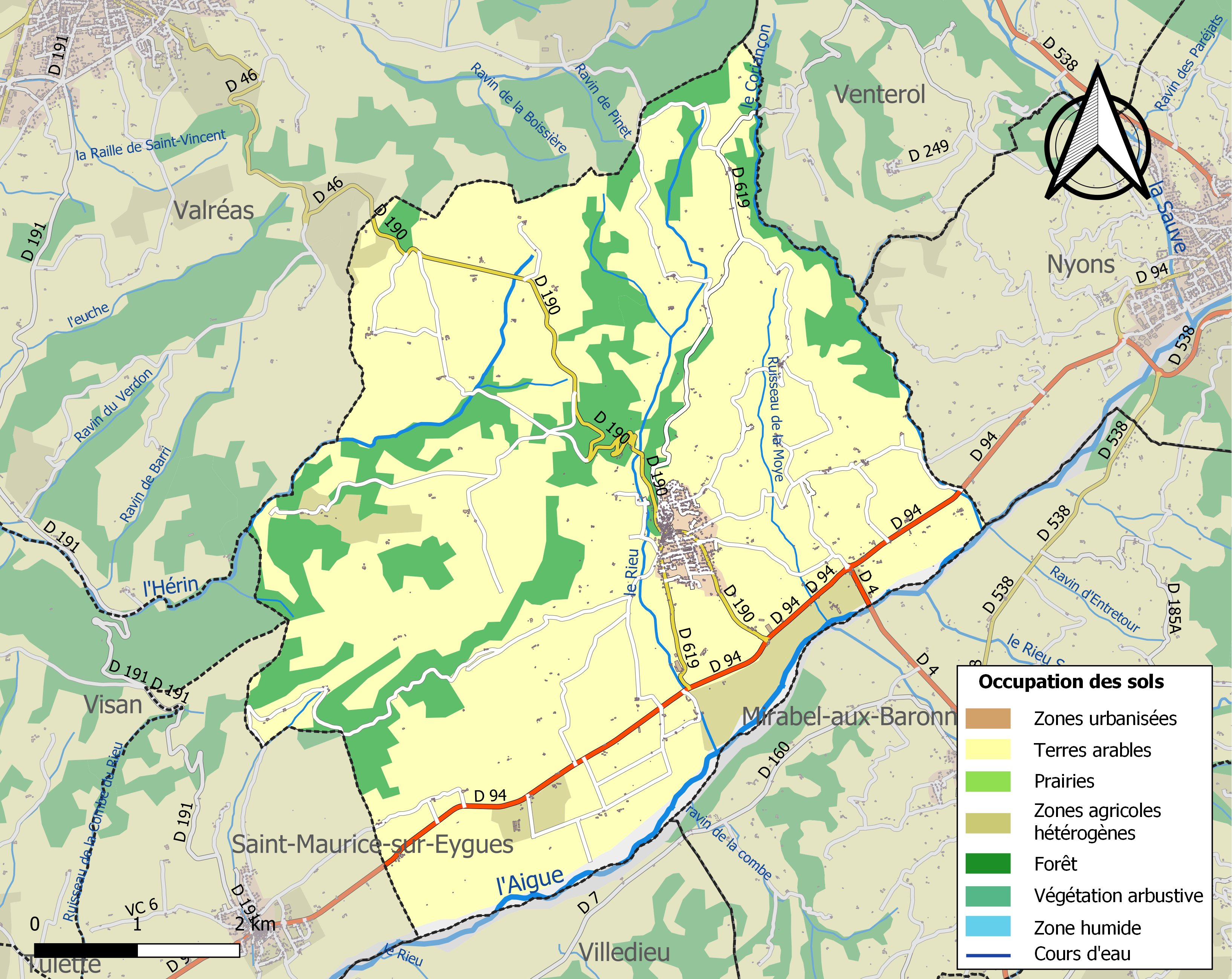
Carte des infrastructures et de l'occupation des sols de la commune en 2018 (CLC).

### Morphologie urbaine
Village perché.

#### Quartiers, hameaux et lieux-dits
Site Géoportail (carte IGN) :
- Armand
- Audran
- Barat
- Berbezier
- Bois des Combaux
- Bois des Plaines
- Bout du Rieu et Paroir
- Brunet
- Buissillon
- Cave vinicole du Coriançon
- Cave vinicole du Prieuré
- Chabrier
- Château de Vérone
- Châtelain
- Deurre
- Devant Vialle
- Fresquet
- Gareu
- Gironde
- Hauterive
- la Barette
- la Bicarelle
- la Canarde
- la Combe
- la Crose
- la Delille
- la Grange
- la Haute Vesprée
- la Noix
- la Palud
- la Reynaude
- la Touche
- le Colombier (est)
- le Colombier (ouest)
- le Coriançon
- le Moulin
- le Plan
- le Pont de Mirabel
- les Andronnies
- les Chauvets
- les Conches
- les Cornuds
- les Côtes
- les Crottes
- les Escoulaires
- les Grands Préaux
- les Louardes
- les Parisots
- les Plaines
- les Ratiers
- Meynard et Lorie
- Mire
- Monnier
- Pastoir
- Petit Saint-Pierre
- Pié Court
- Plan de Chaix
- Plan de Guérin
- Plan de Moye
- Plumet
- Pré Neuf
- Reynarde
- Rouanne
- Saint-Jacques
- Saint-Pierre
- Saint-Vincent

Anciens quartiers, hameaux et lieux-dits :
- les Andronnies est le nom d'une colline et d'un quartier attestés en 1891[15].

### Projets d'aménagement
La commune dispose d'un plan local d'urbanisme (PLU) et d'un plan de prévention du risque inondation (PPRI).

### Voies de communication et transports
Le village est desservi par la D 94 depuis Nyons et Saint-Maurice-sur-Eygues.
Transports en commun : réseau Sud Rhône-Alpes Déplacements Drôme Ardèche (SRADDA),.

### Risques naturels et technologiques

#### Risques sismiques
La commune est située dans une zone de sismicité modérée.

## Toponymie

### Attestations
Dictionnaire topographique du département de la Drôme :
- 1137 : de Vinzobrio (cartulaire des Templiers, 61).
- 1182 : Vizobris et Vinzobres (cartulaire des Templiers, 134).
- 1274 : castrum de Vinsobris (inventaire des dauphins, 231).
- 1284 : castrum de Vinsobrio (Valbonnais, II, 118).
- 1300 : castrum de Vinçobriis (inventaire des dauphins, 322).
- 1303 : castrum Vinczobriis (inventaire des dauphins, 244).
- 1336 : castrum de Vinsobriis (inventaire des dauphins, 222).
- 1343 : domini Vinsobriarum (choix de documents, 86).
- 1375 : Vinczobriarum (choix de documents, 188).
- 1381 : habitatores de Vinsobris (archives de Taulignan).
- 1891 : Vinsobres, commune du canton de Nyons.

### Étymologie
Le toponyme signifierait « la forteresse de Veniso sur la hauteur » et serait composé d'un vintio- d'origine pré-celtique (vin-t « hauteur ») et du suffixe celte briga « montagne »,

## Histoire

### Préhistoire
Atelier de taille (aux Préaux).

### Antiquité: les Gallo-romains
Présence romaine :
- Bas-relief romain (à la cave coopérative)[14].
- Mosaïque romaine (dans la chapelle du château de Vérone)[24],[14].
- Sépultures gallo-romaines[14].

### Du Moyen Âge à la Révolution
En 970, des religieuses du prieuré de Nyons s'installent à Vinsobres pour y gérer une congrégation (dépendante de l'Abbaye Saint-Césaire d'Arles)[réf. nécessaire].
La seigneurie :
- Au point de vue féodal, Vinsobres était une terre (ou seigneurie) du fief de l'abbesse de Saint-Césaire d'Arles.
- Il y aura plusieurs co-seigneurs.
- Vers 1206 : une partie est cédée aux barons de Montauban en échange du « haut domaine » de Mirabel, et dont le surplus est acquis par les Baux de Brantes.
  - La part des Baux de Brantes est acquise par les Montauban.
  - Les Montauban lèguent Vinsobres aux dauphins.
  - 1322 : la seigneurie est inféodée aux Plaisians.
  - 1330 : elle passe (par mariage) aux Grandis.
  - 1352 : elle est vendue aux Cornilhan.
  - Elle passe (par mariage) aux Eurre.
  - Vers 1540 : passe (par mariage) aux Alrics.
  - 1685 : passe (par mariage) aux Rocquard.
  - 1687 : vendue aux Feautrier.
  - Peu après : passe (par mariage) aux Agoult de Montmaur.
  - 1738 : passe (par mariage) aux Trémolet de Montpezat, encore seigneurs en 1789.
- Une part est possédée par l'ordre de Saint-Jean de Jérusalem. Elle semble être passée aux Doize.
  - 1727 : les Doize se disent « seigneurs majeurs » de Vinsobres.
  - 1753 : ils obtiennent l'érection de leur terre en comté.
- 1399 : d'autres parts appartiennent aux Durfort et aux Vinsobres.
- 1457 : une part appartient aux Thollon.
- 1536 : une part appartient aux La Tour.
- Une dernière part appartient aux Véronne.
  - Vers 1730, elle passe aux Moreau.

1337 : les habitants du village obtiennent certains droits du dauphin Humbert II, comme celui d'organiser un conseil municipal[réf. nécessaire].
1349 : Humbert II lègue le Dauphiné à la France.
XVIe siècle : plusieurs communautés protestantes sont présentes dans la région, notamment à Tulette et à Vinsobres.

Vinsobres est touchée par les différentes guerres de Religion. En 1581, le duc de Mayenne donne l'ordre de détruire les 32 places fortes huguenotes locales.

En 1598, la signature de l'édit de Nantes permet le rétablissement de cette religion dans la région.

Dans la première moitié du XVIIe siècle, sur environ 200 familles du village, deux tiers sont protestantes.

En 1685, la révocation de l'édit de Nantes impose aux protestants une conversion forcée au catholicisme. L'église d'alors se trouvant trop petite, un nouvel édifice est construit au sein du village, en remplacement de l'église « d'en haut ». Elle est inaugurée en 1710.

Cependant, jusqu'à la veille de la Révolution française, des « assemblées du désert » sont organisées. Les mariages et décès célébrés lors de ces réunions sont publiquement enregistrés en 1788.
1737 : il y a trois fabricants de sergettes (produisant annuellement cinquante pièces de cinquante aunes), deux chirurgiens, deux merciers, deux menuisiers, quatre cordonniers, quatre tailleurs d'habits, deux maçons, deux maréchaux et deux cabaretiers.
1763 (démographie) : 252 familles (dont 486 personnes de sexe masculin et 528 de sexe féminin).
Avant 1790, Vinsobres était une communauté de l'élection de Montélimar, subdélégation de Saint-Paul-Trois-Châteaux et du bailliage du Buis.

Elle formait une paroisse du diocèse de Vaison, dont l'église était celle d'un prieuré séculier uni au chapitre cathédral de Vaison.

### De la Révolution à nos jours
En 1790, Vinsobres devient le chef-lieu d'un canton du district de Buis-les-Baronnies, comprenant le Pègue, Noveysan, Saint-Maurice, Venterol, Vinsobres et Condorcet.

En 1793, Condorcet est rattaché à un autre canton
.
La réorganisation de l'an VIII (1799-1800) fait de Vinsobres une simple commune du canton de Nyons.
En 1806, l'ancienne église, inutilisée depuis l'inauguration de la nouvelle, est transformée en temple (à la suite du Concordat).

## Politique et administration

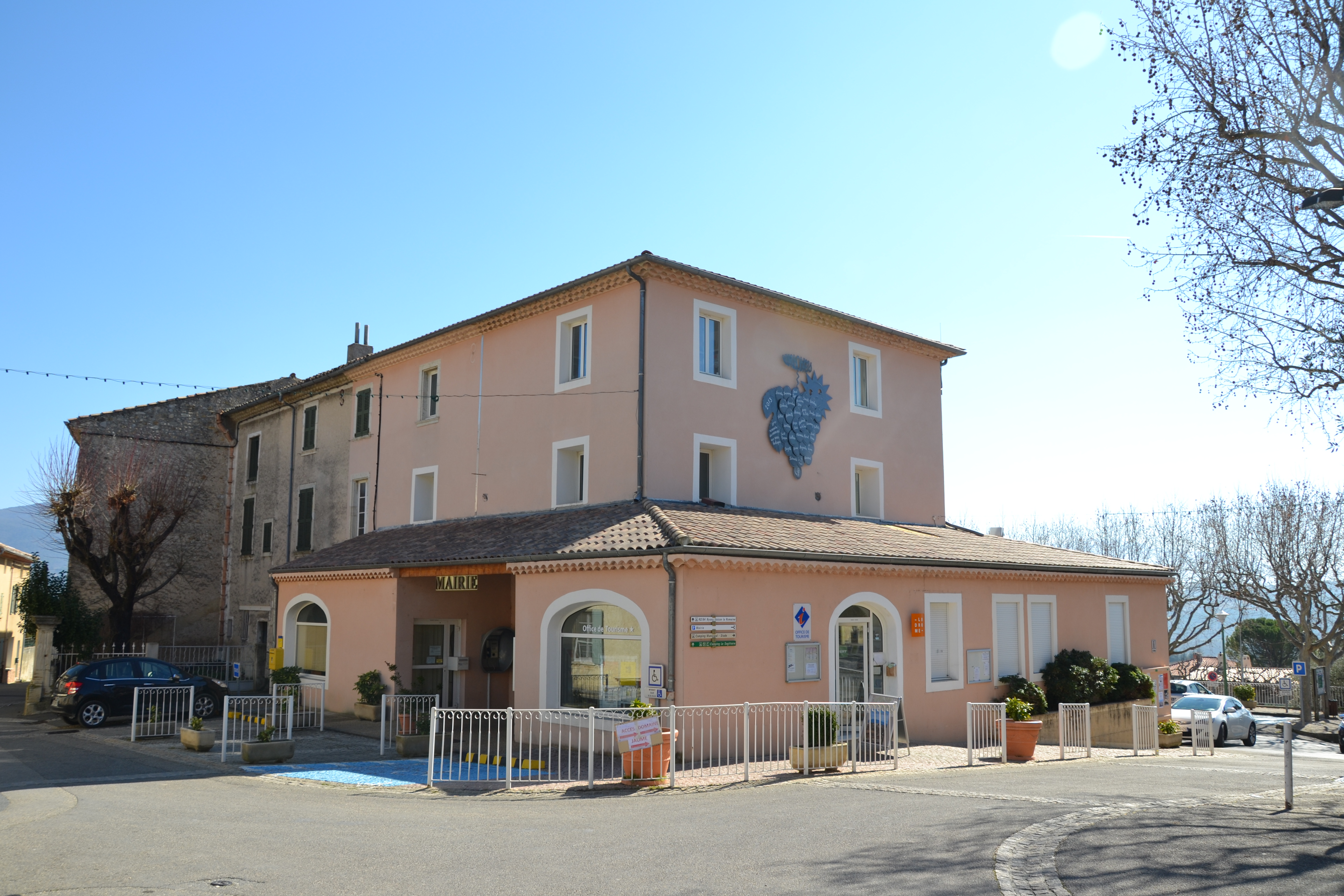
Mairie de Vinsobres.

### Liste des maires
| Période                                                                      | Période                      | Identité                              | Étiquette | Qualité                                       |
| ---------------------------------------------------------------------------- | ---------------------------- | ------------------------------------- | --------- | --------------------------------------------- |
| Les données manquantes sont à compléter. : de la Révolution au Second Empire |                              |                                       |           |                                               |
| 1790                                                                         | 1871                         | ?                                     |           |                                               |
| Les données manquantes sont à compléter. : depuis la fin du Second Empire    |                              |                                       |           |                                               |
| 1871                                                                         | 1874                         | ?                                     |           |                                               |
| 1874                                                                         | 1878                         | ?                                     |           |                                               |
| 1878                                                                         | 1884                         | ?                                     |           |                                               |
| 1884                                                                         | 1888                         | Elie François SIGAUD                  |           |                                               |
| 1888                                                                         | 1892                         | Elie François SIGAUD                  |           |                                               |
| 1892                                                                         | 1896                         | Elie François SIGAUD                  |           |                                               |
| 1896                                                                         | 1900                         | Elie François SIGAUD                  |           |                                               |
| 1900                                                                         | 1904                         | Elie François SIGAUD                  |           |                                               |
| 1904                                                                         | 1908                         | Emile MOUTON                          |           |                                               |
| 1908                                                                         | 1912                         | Emile MOUTON                          |           |                                               |
| 1912                                                                         | 1919                         | Emile MOUTON                          |           |                                               |
| 1919                                                                         | 1925                         | Gustave FLOURET                       |           |                                               |
| 1925 (ou 1924 ?)                                                             | 1929                         | André Escoffier                       | Rad.      | avocat, député de la Drôme                    |
| 1929                                                                         | 1935                         | André Escoffier                       |           | maire sortant                                 |
| 1935                                                                         | 1945                         | ?                                     |           |                                               |
| 1945                                                                         | 1947                         | ?                                     |           |                                               |
| 1947                                                                         | 1953                         | ?                                     |           |                                               |
| 1953                                                                         | 1959                         | ?                                     |           |                                               |
| 1959                                                                         | 1965                         | ?                                     |           |                                               |
| 1965                                                                         | 1971                         | ?                                     |           |                                               |
| 1971                                                                         | 1977                         | ?                                     |           |                                               |
| 1977                                                                         | 1983                         | ?                                     |           |                                               |
| 1983                                                                         | 1989                         | ?                                     |           |                                               |
| 1989                                                                         | 1995                         | Georges Delhomme                      |           |                                               |
| 1995                                                                         | 2001                         | ?                                     |           |                                               |
| 2001                                                                         | 2008                         | Serge Cornud                          | DVD       |                                               |
| 2008                                                                         | 2014                         | Serge Cornud                          |           | maire sortant                                 |
| 2014                                                                         | 2017 (oct.)                  | Marie-Pierre Monier                   | PS        | professeure sénatrice de la Drôme depuis 2014 |
| 2017 (élection ?)                                                            | 2020                         | Claude Somaglino                      |           | retraité                                      |
| 2020                                                                         | En cours (au 4 janvier 2021) | Claude Somaglino[source insuffisante] |           | maire sortant                                 |

### Rattachements administratifs et électoraux
La commune fait partie de la Communauté de communes des Baronnies en Drôme Provençale.
Pour les élections législatives, la commune faisait partie du Canton de Nyons avant mars 2015 ; depuis elle est dans la Troisième circonscription de la Drôme.

### Finances locales
Budget et fiscalité 2017
En 2017, le budget de la commune était constitué ainsi :
- total des produits de fonctionnement : 1 164 000 €, soit 940 € par habitant ;
- total des charges de fonctionnement : 996 000 €, soit 804 € par habitant ;
- total des ressources d'investissement : 1 079 000 €, soit 871 € par habitant ;
- total des emplois d'investissement : 785 000 €, soit 633 € par habitant ;
- endettement : 1 091 000 €, soit 881 € par habitant.

Avec les taux de fiscalité suivants :
- taxe d'habitation : 14,35 % ;
- taxe foncière sur les propriétés bâties : 9,00 % ;
- taxe foncière sur les propriétés non bâties : 58,16 % ;
- taxe additionnelle à la taxe foncière sur les propriétés non bâties : 50,03 % ;
- cotisation foncière des entreprises : 21,17 %.

## Population et société

### Démographie
L'évolution du nombre d'habitants est connue à travers les recensements de la population effectués dans la commune depuis 1793. Pour les communes de moins de 10 000 habitants, une enquête de recensement portant sur toute la population est réalisée tous les cinq ans, les populations de référence des années intermédiaires étant quant à elles estimées par interpolation ou extrapolation. Pour la commune, le premier recensement exhaustif entrant dans le cadre du nouveau dispositif a été réalisé en 2004.

En 2022, la commune comptait 1 005 habitants, en évolution de −13,73 % par rapport à 2016 (Drôme : +2,64 %, France hors Mayotte : +2,11 %).
| 1793  | 1800  | 1806  | 1821  | 1831  | 1836  | 1841  | 1846  | 1851  |
| ----- | ----- | ----- | ----- | ----- | ----- | ----- | ----- | ----- |
| 1 416 | 1 404 | 1 477 | 1 497 | 1 576 | 1 620 | 1 566 | 1 586 | 1 654 |

| 1856  | 1861  | 1866  | 1872  | 1876  | 1881  | 1886  | 1891  | 1896  |
| ----- | ----- | ----- | ----- | ----- | ----- | ----- | ----- | ----- |
| 1 613 | 1 645 | 1 611 | 1 503 | 1 586 | 1 524 | 1 370 | 1 252 | 1 228 |

| 1901  | 1906  | 1911  | 1921 | 1926 | 1931 | 1936 | 1946 | 1954 |
| ----- | ----- | ----- | ---- | ---- | ---- | ---- | ---- | ---- |
| 1 119 | 1 044 | 1 039 | 931  | 873  | 805  | 758  | 690  | 713  |

| 1962 | 1968 | 1975 | 1982 | 1990  | 1999  | 2004  | 2006  | 2009  |
| ---- | ---- | ---- | ---- | ----- | ----- | ----- | ----- | ----- |
| 705  | 754  | 807  | 911  | 1 062 | 1 089 | 1 072 | 1 070 | 1 109 |

| 2014  | 2019  | 2022  | - | - | - | - | - | - |
| ----- | ----- | ----- | - | - | - | - | - | - |
| 1 181 | 1 031 | 1 005 | - | - | - | - | - | - |

### Enseignement
La commune de Vinsobres dépend de l'académie de Grenoble.
Établissements d'enseignements :
- Le groupe scolaire comporte une école maternelle (29 enfants) et primaire (56 enfants), pour un total de quatre classes[35].
- Les collèges et lycées les plus proches sont à Nyons à Valréas.

### Santé
- Plusieurs professionnels de santé sont installés à Vinsobres : un médecin généraliste et un cabinet de soins infirmiers[36].
- Les Pharmacies les plus proches sont à Nyons et Mirabel-aux-Baronnies.
- L'hôpital le plus proche se situant à Nyons.

### Manifestations culturelles et festivités
- Fête artisanale et populaire (trois jours) : le 15 août[14].
- Fête votive (ou patronale) : le deuxième dimanche de septembre[14].

### Loisirs
Le territoire de la commune accueille également le Domaine Le Sagittaire, un camping classé cinq étoiles disposant d’un parc aquatique ouvert en été au grand public. Situé à quelques kilomètres du centre, il comprend plusieurs équipements de loisirs : piscines chauffées, toboggans aquatiques, spa, lagon avec plage artificielle, rivière à courant, jeux pour enfants et structures gonflables. Le site attire à la fois les vacanciers séjournant au camping et des visiteurs extérieurs.,

### Médias
- Le quotidien régional Le Dauphiné libéré.
- L'hebdomadaire bidépartemental La Tribune de Montélimar, propriété du Dauphiné Libéré.
- L'hebdomadaire L'Agriculture Drômoise, journal d'informations agricoles et rurales, couvre l'ensemble du département de la Drôme.

#### Presse audiovisuelle
- Ici Drôme Ardèche, radio locale publique.
- France 3 Rhône-Alpes et France 3 Alpes

### Cultes
- Culte catholique : paroisse Saint-François-d'Assise-en-Nyonsais[39], Diocèse de Valence.
- Culte protestant[40].

## Économie

### Agriculture

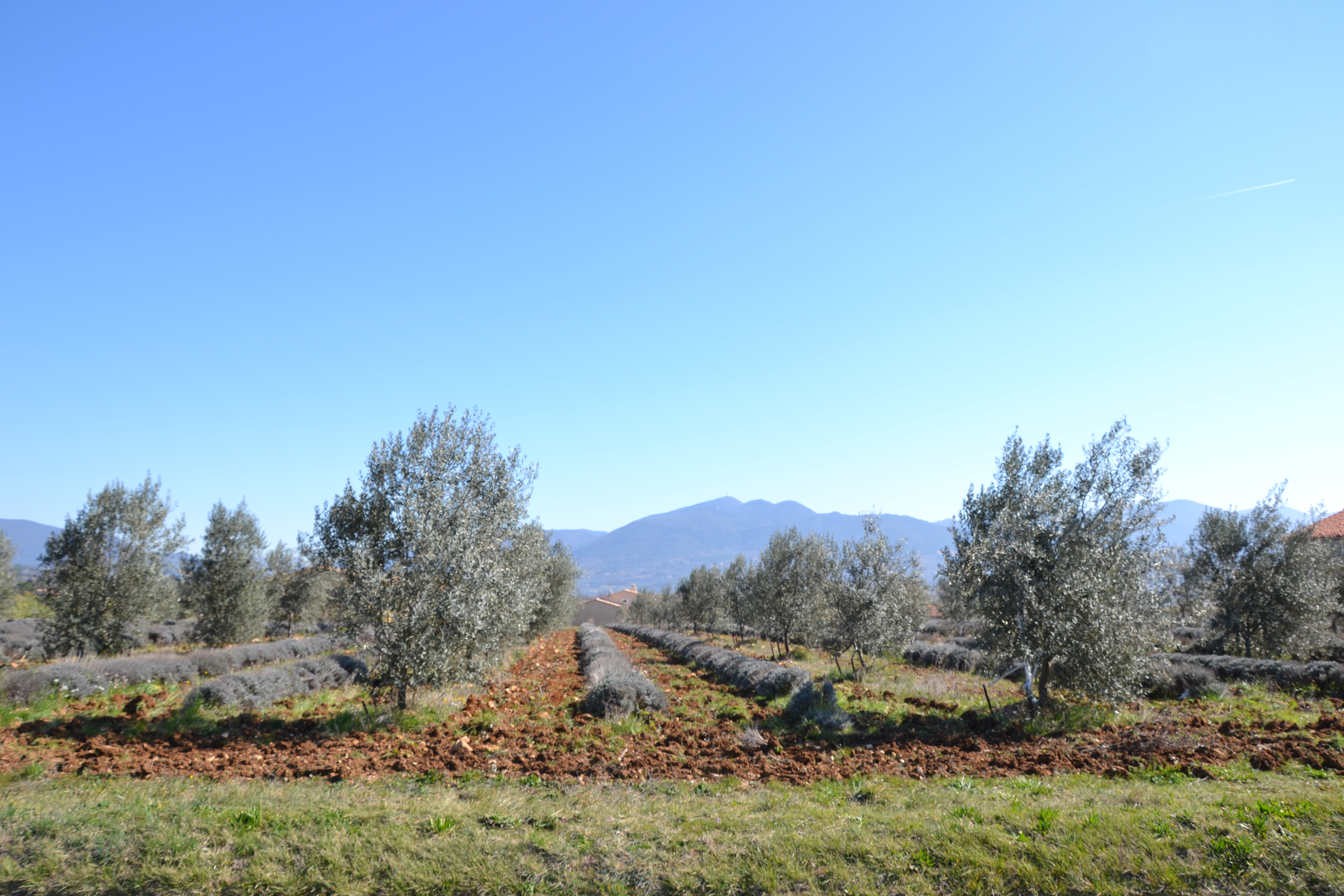
Oliviers et lavandes.

En 1992 : vignes (vins AOC Côtes-du-Rhône Village, oliviers, pâturages (ovins).
- Deux caves coopératives (dont une de vieillissement)[14].
- Produits locaux : croquette de Vinsobres, paté de grives[14].
- Foire agricole : les samedi et dimanche avant Pâques[14].

Le vin rouge de Vinsobres bénéficie de l'appellation premier cru des côtes-du-Rhône en Drôme provençale par décret du 17 février 2006.

Les vignerons de la commune sont représentés au sein de la Commanderie des Costes du Rhône, confrérie bachique, qui tient ses assises au château de Suze-la-Rousse, siège de l'université du vin.
En 1633, Joseph Marie de Suarès, évêque de Vaison et grand amateur du vin de Vinsobres, créa la devise « Vinsobres ou sobre vin, prenez-le sobrement » qui est aujourd'hui celle des vignerons du terroir.

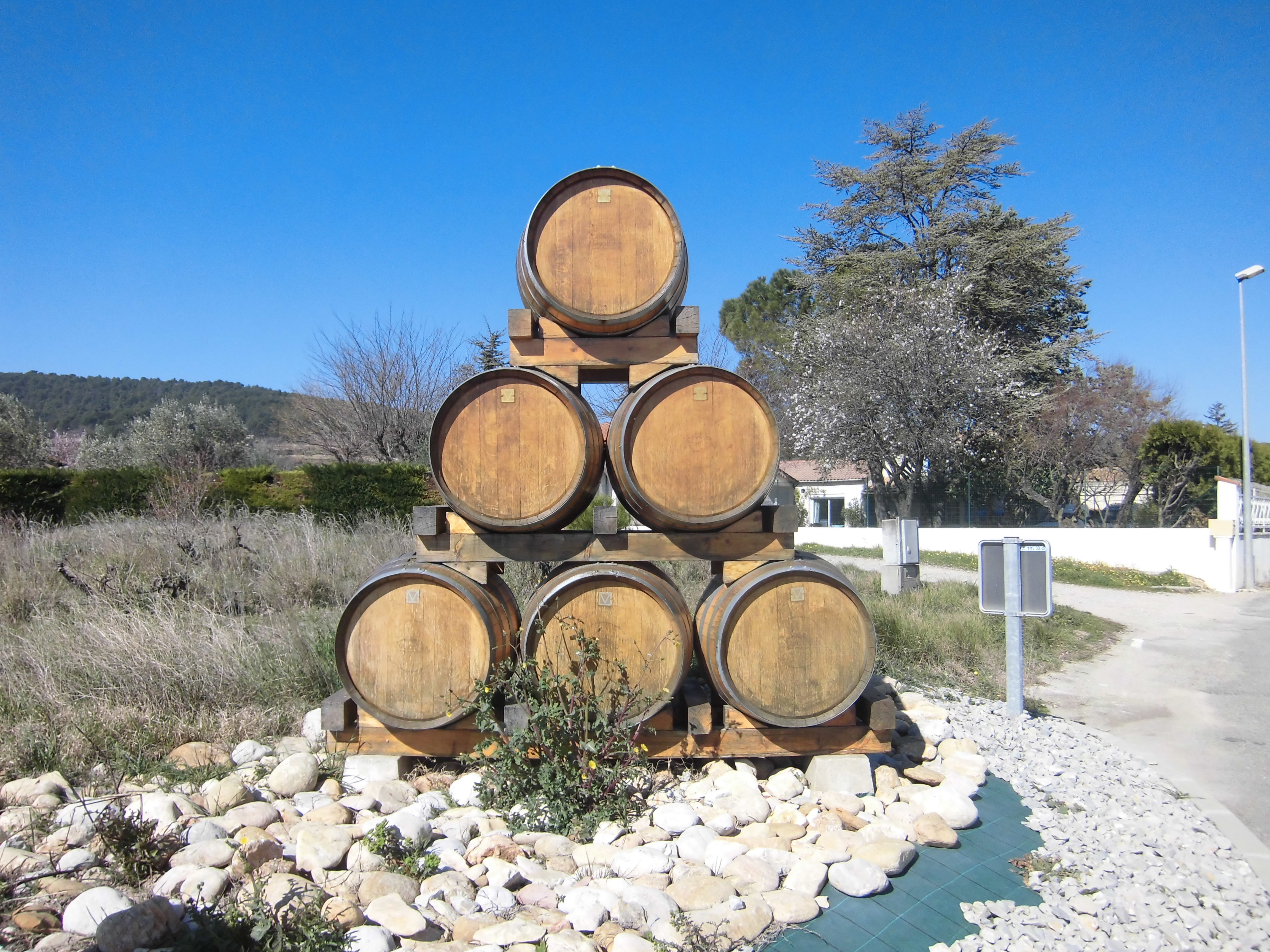
La pyramide de tonneaux à l'entrée du village.
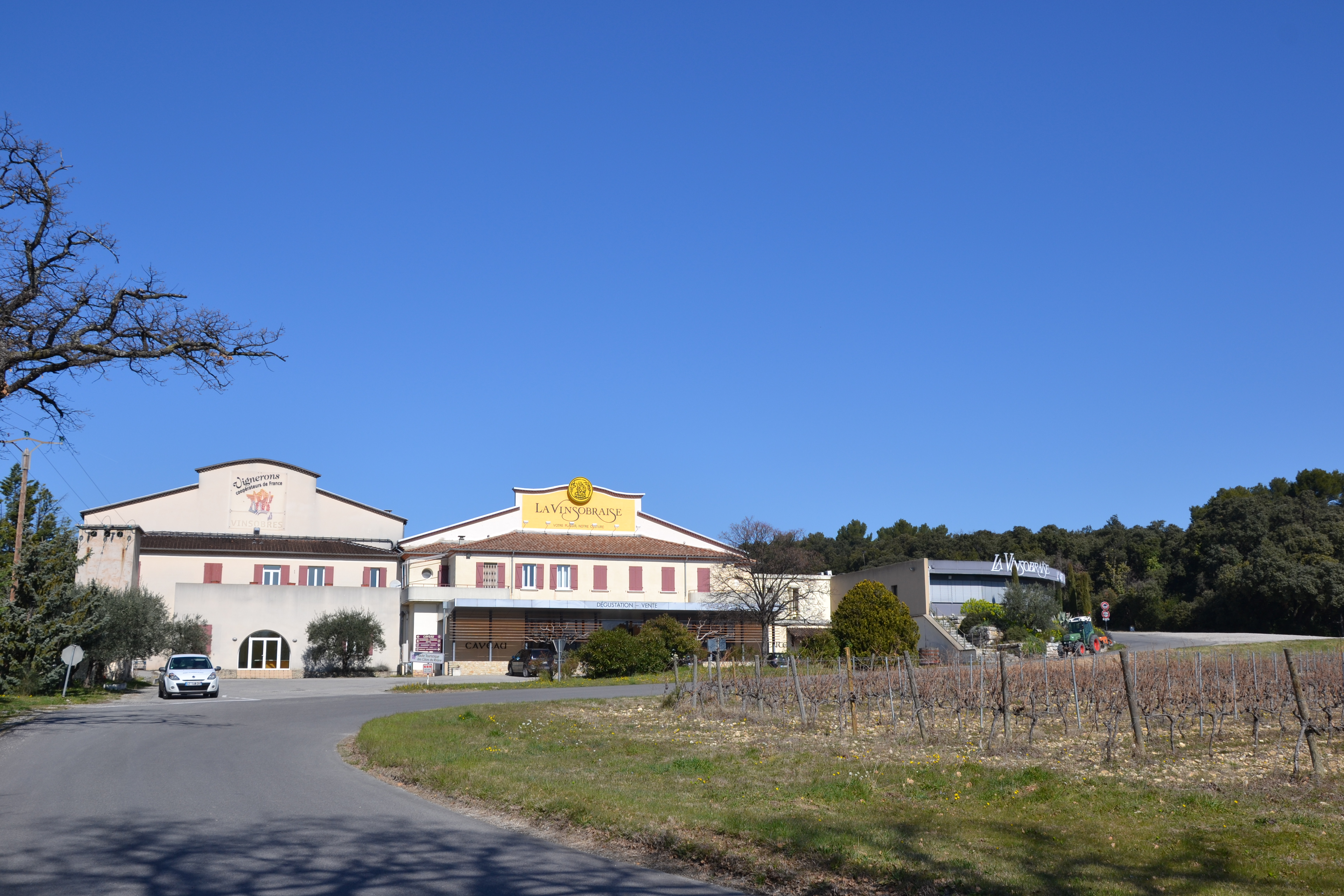
La Vinsobraise, cave coopérative.
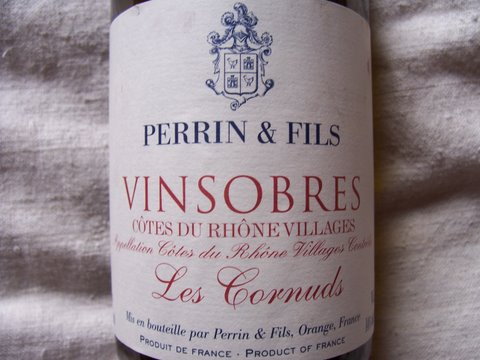
Perrin & Fils, les Cornuds.

### Commerce

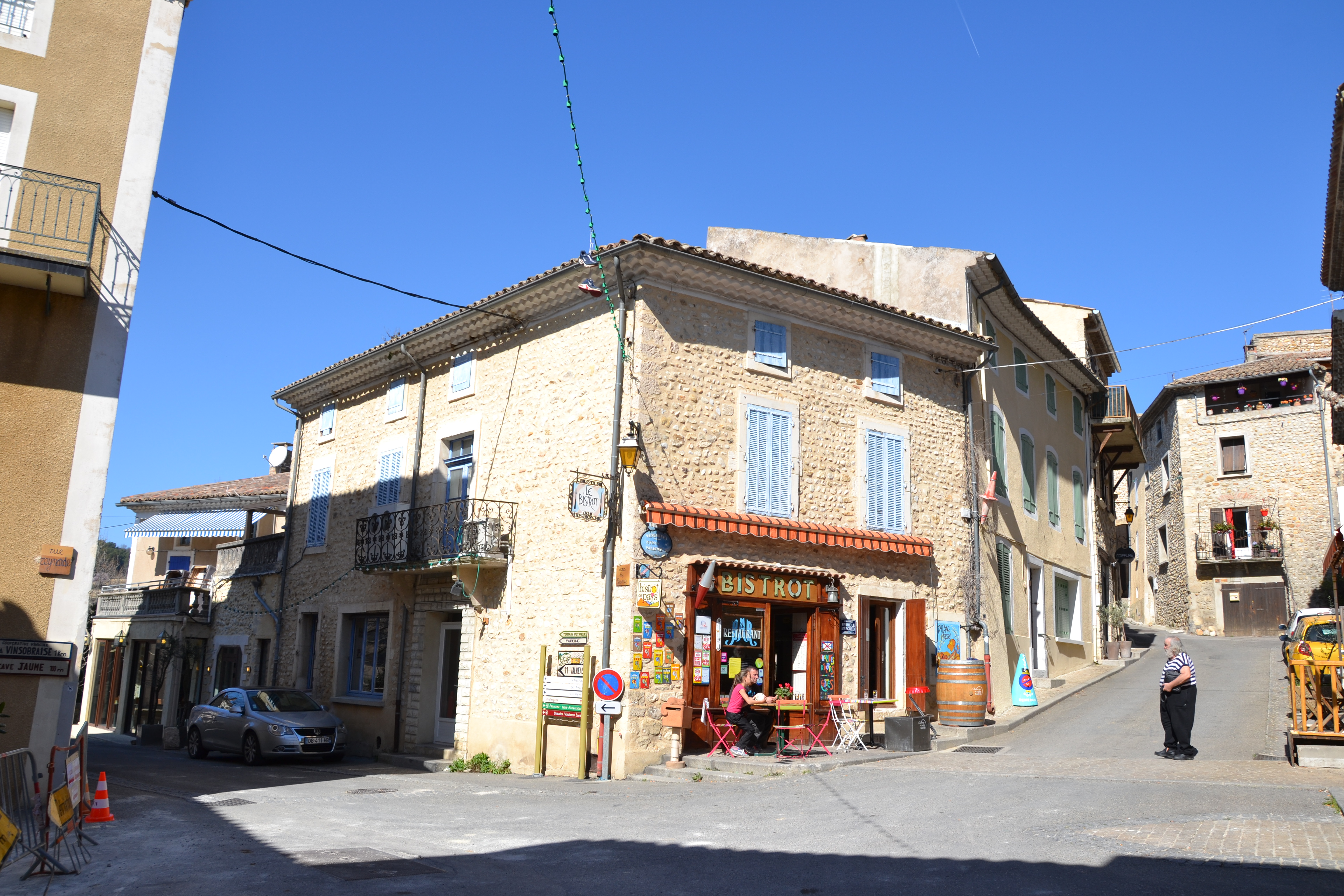
Bistrot de pays de Vinsobres.

- L'Auberge du Petit Bistrot porte le label Bistrot de pays[42],[43]. Elle adhère à une charte qui a pour but de « contribuer à la conservation et à l’animation du tissu économique et social en milieu rural par le maintien d’un lieu de vie du village ».
- Restaurants[44].

### Tourisme
- Site touristique[45].
- Comité d'Animation Touristique de Vinsobres[réf. nécessaire].
- Un camping[14].

### Revenus de la population et fiscalité
Revenus et pauvreté des ménages en 2016 : médiane en 2016 du revenu disponible, par unité de consommation : 21 631 €.

## Culture locale et patrimoine

### Lieux et monuments
- Vestiges gallo-romains (voir plus haut : paragraphe Histoire)[14].
- Ruines d'un donjon dominant le village[réf. nécessaire].
- Vestiges de l'enceinte médiévale et d'une porte, le Portalou[réf. nécessaire].
- Ancien Prieuré du XIIe siècle, siège de l'église catholique paroissiale jusqu'en 1685.

En 1806, l'ancienne église, inutilisée depuis l'inauguration de la nouvelle, est transformée en temple protestant,,,.
- Restes des remparts de la place forte des XVe et XVIe siècles[14].
- Église paroissiale de la Nativité de Vinsobres (fin XVIIe siècle)[14] : l'édifice originel, en haut du village, étant trop petite, à la suite de la conversion des protestants locaux, après la révocation de l'édit de Nantes, une nouvelle église a été construite au sein du village.
- Lavoir et fontaines[51].
- Monument aux morts[52].

La Touche, Deurre, Château de Vérone : maisons fortes d'époque moderne[réf. nécessaire].

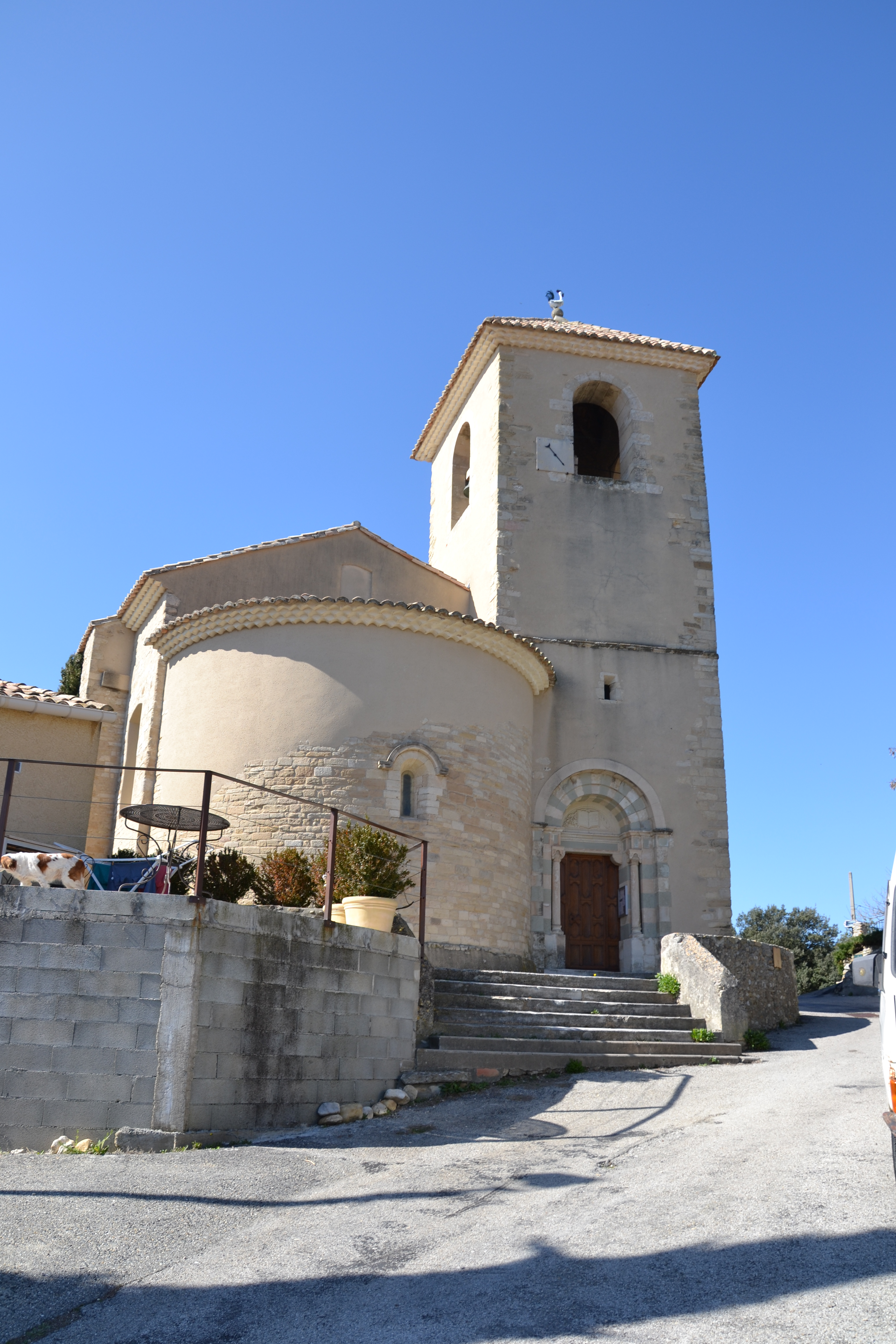
Temple protestant (ancienne église catholique).
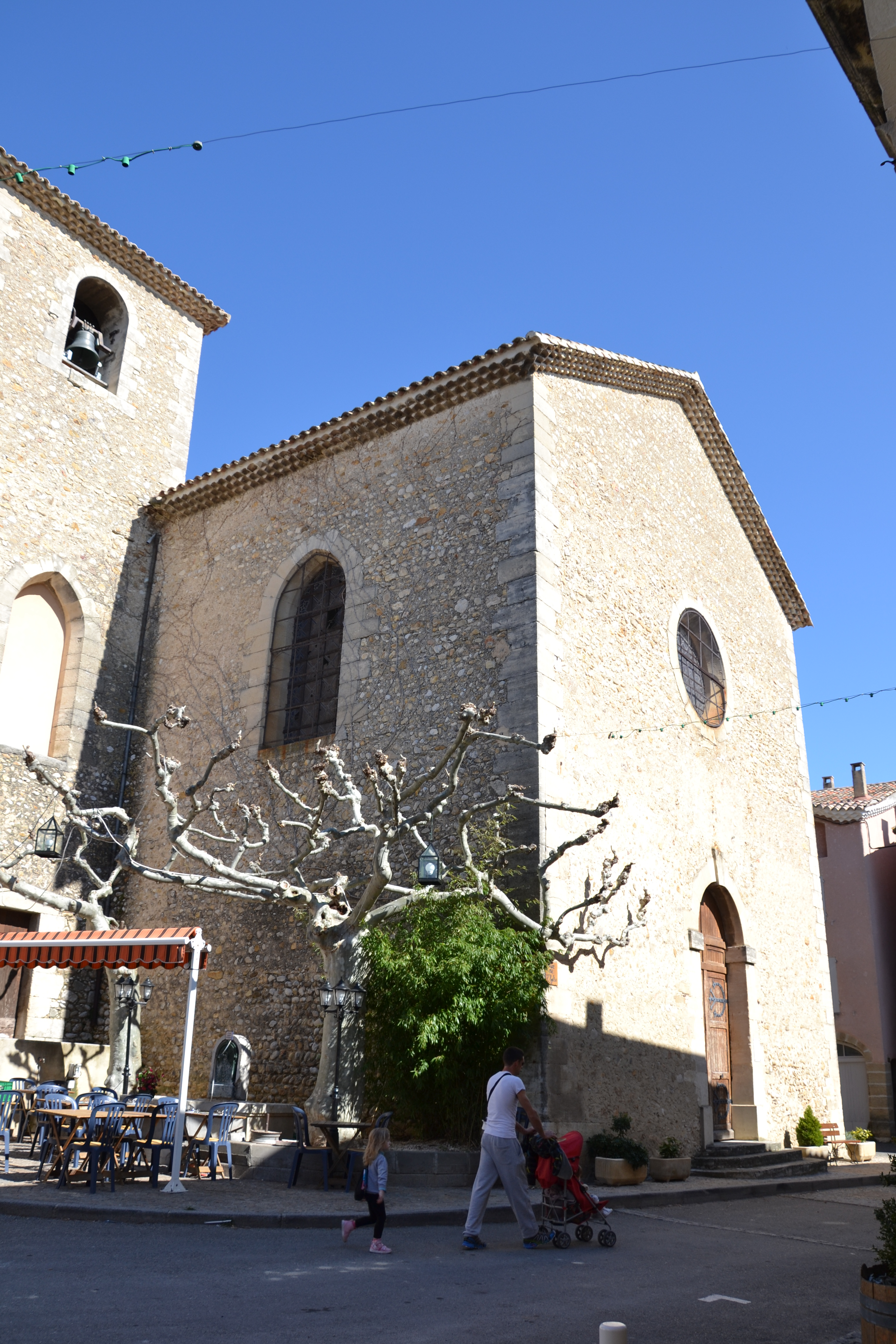
Nouvelle église catholique.
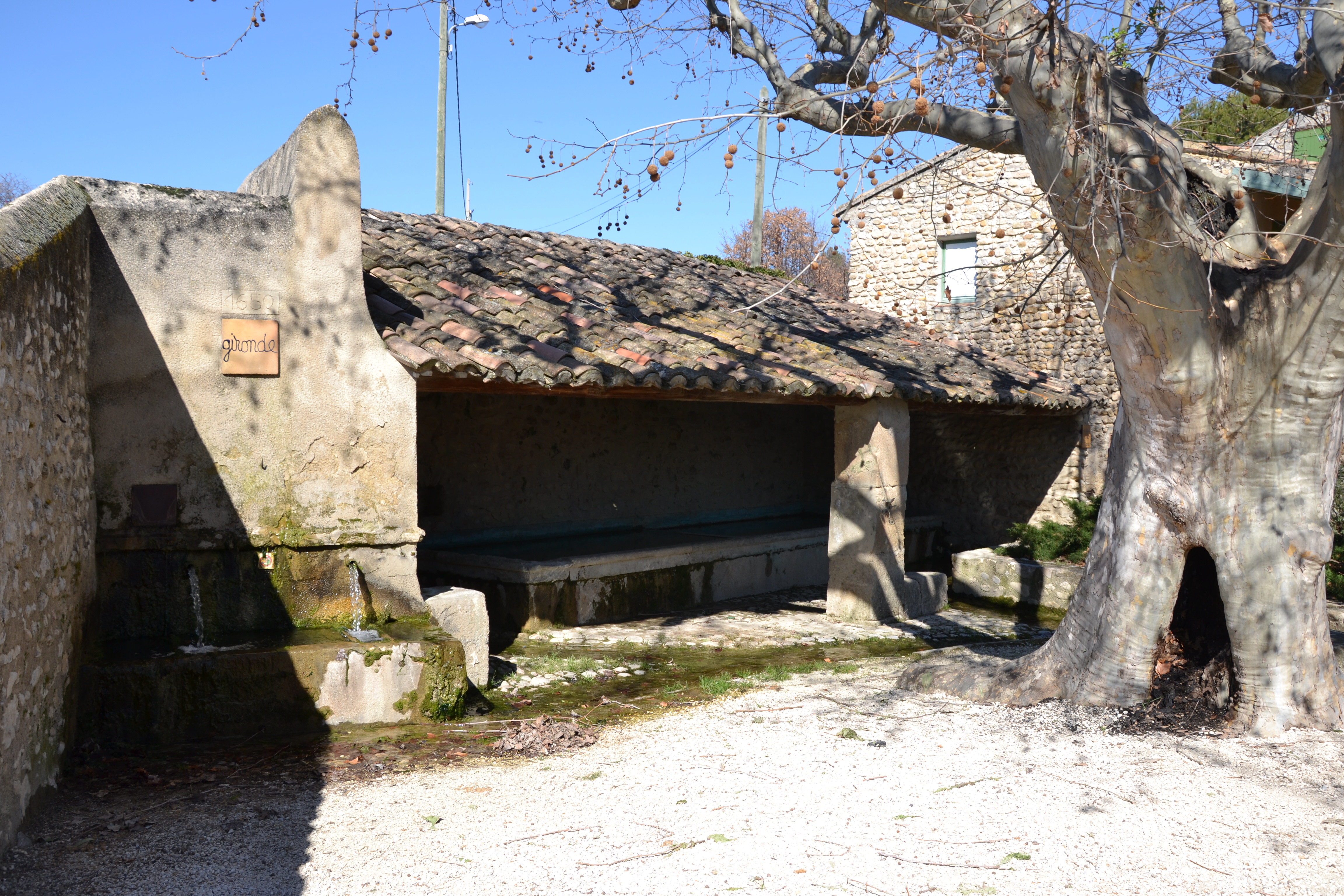
Lavoir.
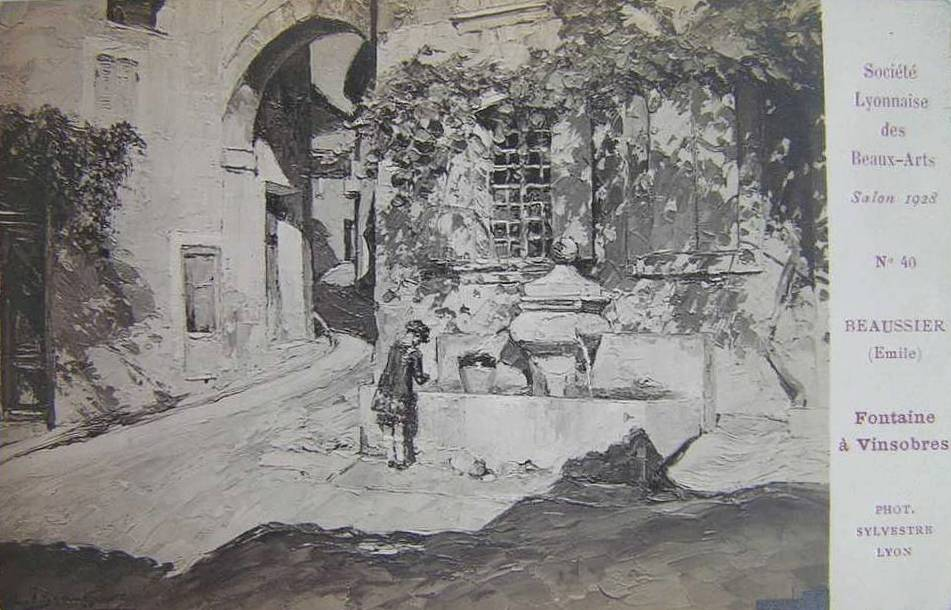
Fontaines.

### Patrimoine culturel
- Animation culturelle et folklorique[14].
- Club des jeunes[14].

La commune fait partie de l'Association des communes de France aux noms burlesques et chantants (le nom moderne est un oxymore). Elle a organisé les 7 et 8 juillet 2013 la rencontre annuelle des communes aux noms burlesques.

#### Gastronomie

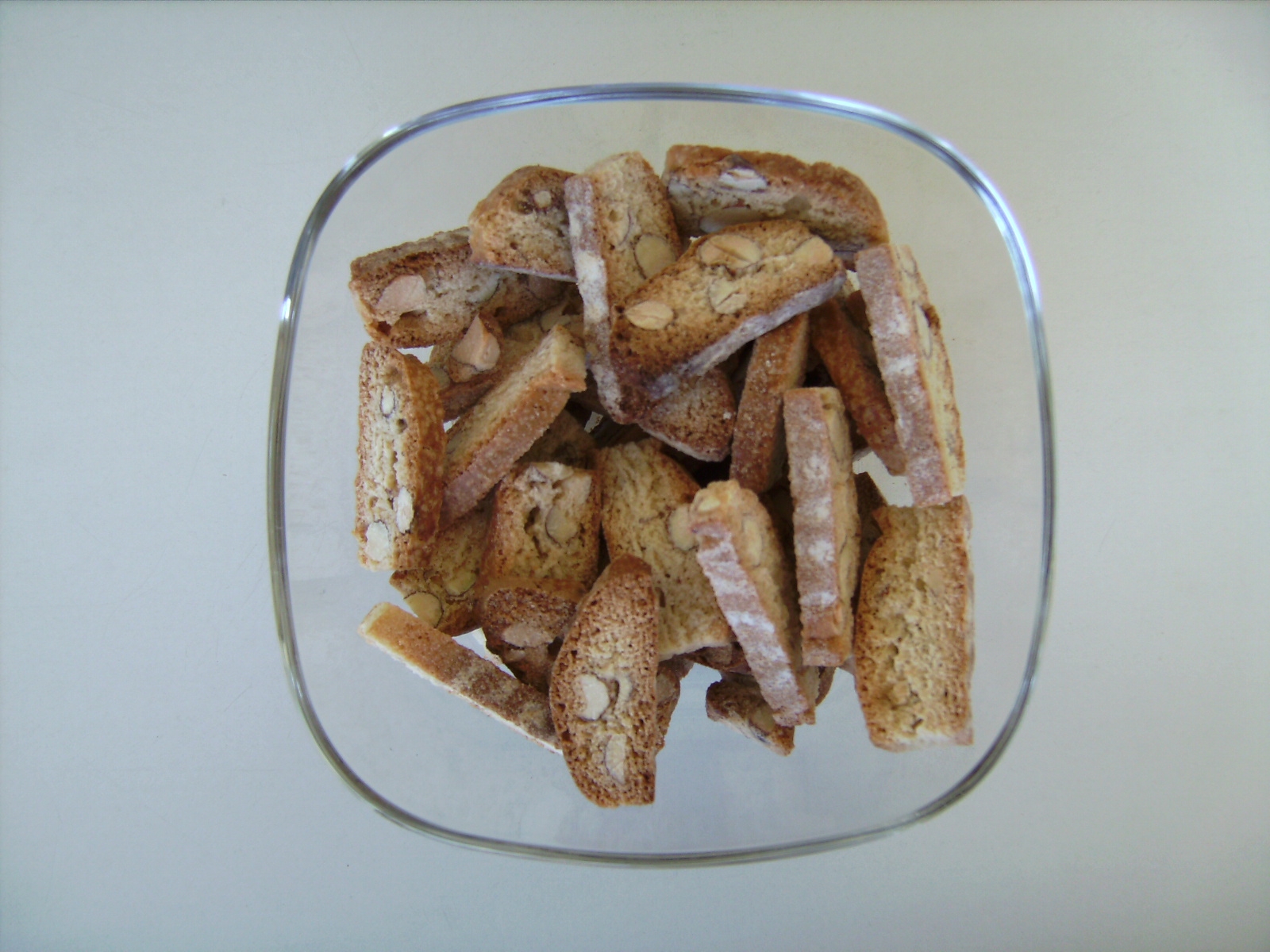
Croquettes de Vinsobres.

Vinsobres est célèbre dans toute la Drôme provençale pour sa croquette de Vinsobres, biscuit croquant aux amandes légèrement sucré.

### Patrimoine naturel
Liste des espèces recensées.

### Personnalités liées à la commune
- Joseph Bonnaud d'Archimbaud (né en 1767 dans le Vaucluse, mort en 1857 à Vinsobres) : capitaine de frégate, député du Vaucluse ;
- André Escoffier (né en 1886 à Vinsobres, mort en 1949 à Paris) : homme politique, maire de Vinsobres.